# Francesco Capaccini
Francesco Capaccini (Roma, 14 de agosto de 1784 - Roma, 15 de junho de 1845) foi um cardeal italiano.

## Biografia
Nasceu em Roma em 14 de agosto de 1784. De família modesta. Filho de Domenico Capaccini e Barbara Procaccini. Seu sobrenome também está listado como Caooacini.
Estudou no Seminario Romano, em Roma, com bolsa, de 1797 a 1798, quando o seminário foi fechado por causa da ocupação francesa da cidade; e de 1801 a 1806. Dedicou-se ao estudo da teologia, filosofia, belas-letras, direito e ciências (física, matemática e astronomia).
Foi para Milão (1811) como preceptor da família do conde Porro Lambertenghi. Lá ele estudou astronomia e depois marchou para Nápoles com uma posição no Observatório daquela cidade (1812-1815). Tornou-se um notável astrônomo.
Ordenado em 19 de setembro de 1807. Ata na Secretaria de Estado em 1815. Secretário e colaborador próximo do cardeal Ercole Consalvi. Substituto do Secretariado dos Breves Apostólicos. Participou da negociação da concordata com os Países Baixos, 1827. Internúncio na Holanda, 1828-31. Substituto da Secretaria de Estado e secretário da Cifra, 1831. Secretário da SC dos Assuntos Eclesiásticos Extraordinários, permanecendo como suplente e secretário da Cifra, 11 de julho de 1836. Cônego da patriarcal basílica Lateranense, 1837. Internúncio extraordinário e apostólico delegado a Portugal para negociar a normalização das relações diplomáticas, novembro de 1841 até 20 de fevereiro de 1844. Auditor geral da Câmara Apostólica, 20 de fevereiro de 1844.
Criado cardeal e reservado in pectore no consistório de 22 de julho de 1844; publicado no consistório de 21 de abril de 1845; morreu antes de receber o chapéu vermelho e o título.
Morreu em Roma em 15 de junho de 1845. Exposto e enterrado na igreja de S. Maria em Aquiro.